# 向绎
向绎（？—？），宋朝政治人物。
向绎曾于1029年接替李宏任华亭县知县一职，1032年由杨备接任。